# Kopf der Göttin Hygieia (NAMA 3602)

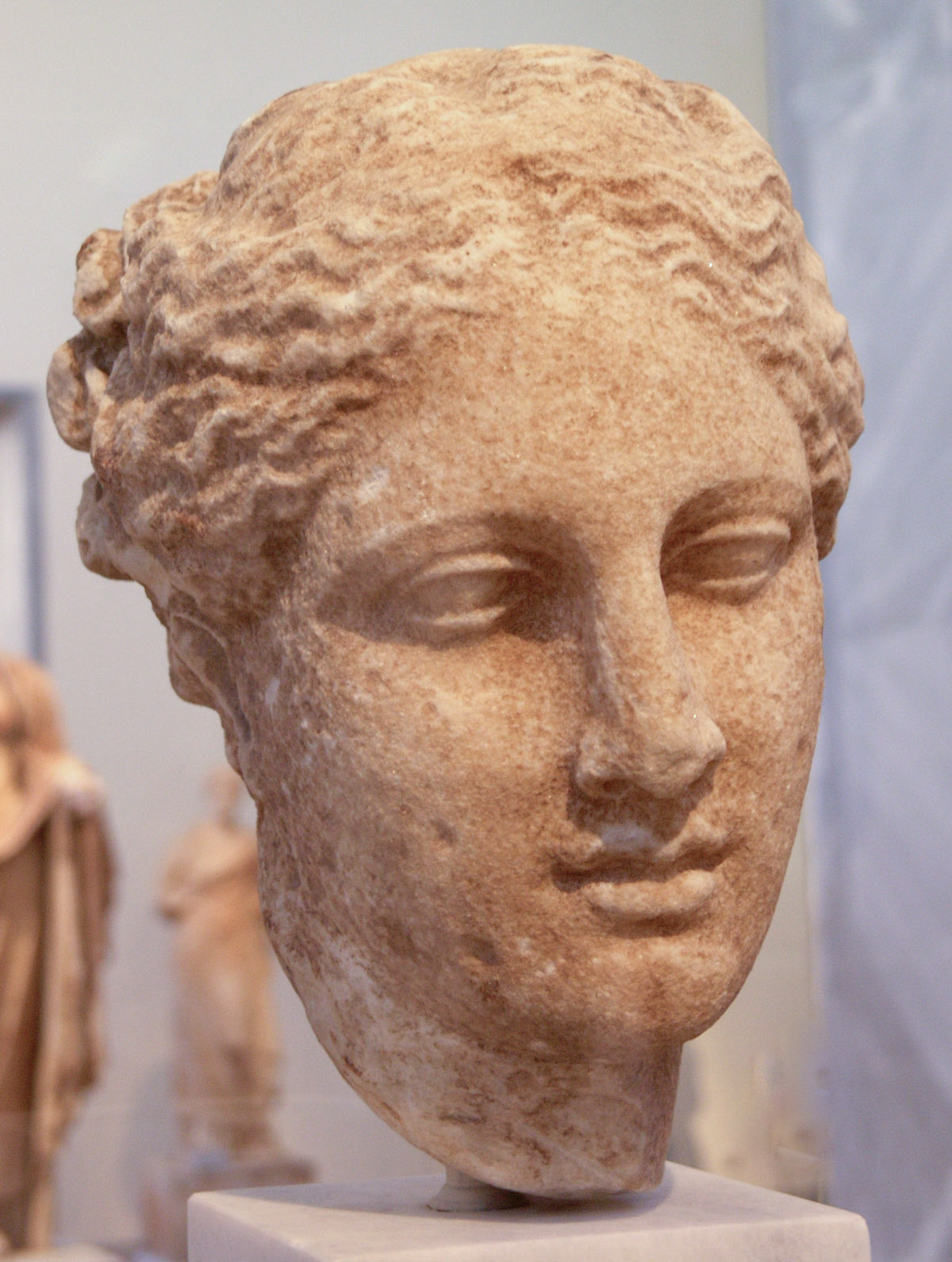

Der Kopf der Hygieia im Archäologischen Nationalmuseum Athen mit der Inventarnummer 3602 wird ins dritte Viertel des 4. Jahrhunderts v. Chr. datiert.
Der Frauenkopf wurde 1900 oder 1901 während der französischen Ausgrabungen in Tegea gefunden. Gefertigt ist er aus Marmor und hat eine Höhe von 0,285 m. Abgesehen davon, dass großflächig altersbedingte Abnutzungserscheinungen erkennbar sind, ist er komplett erhalten. Möglicherweise war der Kopf Teil einer Statue, diese Sichtweise ist in der Forschung jedoch nicht konsensfähig. Auch die Benennung als Hygieia, die Göttin der Gesundheit und Schutzheilige der Apotheker, ist nicht unbestritten. Weitgehend einig ist man sich bei der Zuschreibung des Werkes zum berühmten spätklassischen Bildhauer Skopas. Es gilt als eine der besten original erhaltenen Arbeiten aus der spätklassischen Zeit und wird ins dritte Viertel des 4. Jahrhunderts v. Chr. datiert.
Der Kopf endet in einem kurzen, schmalen Hals. Er ist leicht nach rechts gedreht. Die Lippen sind leicht geöffnet. Alle Partien des Kopfes gehen sanft ineinander über, es gibt keine scharfen Brüche. Das göttlich-ovale Gesicht wird in seiner Anmut von der fein gearbeiteten Frisur unterstützt. Die Haare sind sorgfältig zurückgekämmt und auf dem Hinterkopf zu einem dicken Haarknoten zusammengefasst. Auch der Nacken ist dadurch frei. Der Kopf wirkt wie ein Sinnbild für Anmut und Schönheit und reiht sich damit unter die wichtigen Werke der klassischen griechischen Kunst ein.